# Оташев
Оташев — официально нежилое (после аварии на Чернобыльской АЭС) село в Вышгородском районе Киевской области на полуострове Киевского моря. В 28 км к юго-востоку от Чернобыля в зоне отчуждения. До аварии насчитывало около 60 дворов. По неофициальным данным  в селе в 2005 году проживало 12 человек. На лето 2008 в селе живет 9 человек.
Было одним из самых любимых мест отдыха киевлян —на берегу реки Припять существовала база отдыха «Белый Аист» и охотбаза.
Во время Великой Отечественной войны — место ожесточенных боев. За форсирование Припяти и бои в районе села Оташев около 10 военнослужащих Советской армии были удостоены звания Героя Советского Союза:
- Исаев, Константин Константинович